# Thiébouhans
Thiébouhans és un municipi francès situat al departament del Doubs i a la regió de Borgonya - Franc Comtat. L'any 2007 tenia 226 habitants.

## Demografia

### Població
El 2007 la població de fet de Thiébouhans era de 226 persones. Hi havia 87 famílies de les quals 20 eren unipersonals (4 homes vivint sols i 16 dones vivint soles), 12 parelles sense fills, 39 parelles amb fills i 16 famílies monoparentals amb fills.
La població ha evolucionat segons el següent gràfic:
Habitants censats

### Habitatges
El 2007 hi havia 92 habitatges, 83 eren l'habitatge principal de la família, 6 eren segones residències i 2 estaven desocupats. 82 eren cases i 10 eren apartaments. Dels 83 habitatges principals, 70 estaven ocupats pels seus propietaris, 12 estaven llogats i ocupats pels llogaters i 1 estava cedit a títol gratuït; 2 tenien dues cambres, 8 en tenien tres, 18 en tenien quatre i 56 en tenien cinc o més. 72 habitatges disposaven pel capbaix d'una plaça de pàrquing. A 38 habitatges hi havia un automòbil i a 40 n'hi havia dos o més.

### Piràmide de població
La piràmide de població per edats i sexe el 2009 era:
| Homes | Edats   | Dones |
| ----- | ------- | ----- |
| 0     | 95 o +  | 0     |
| 0     | 90 a 94 | 0     |
| 0     | 85 a 89 | 0     |
| 0     | 80 a 84 | 0     |
| 0     | 75 a 79 | 0     |
| 0     | 70 a 74 | 4     |
| 8     | 65 a 69 | 8     |
| 12    | 60 a 64 | 4     |
| 4     | 55 a 59 | 0     |
| 12    | 50 a 54 | 8     |
| 4     | 45 a 49 | 16    |
| 8     | 40 a 44 | 0     |
| 4     | 35 a 39 | 8     |
| 12    | 30 a 34 | 0     |
| 8     | 25 a 29 | 4     |
| 4     | 20 a 24 | 16    |
| 0     | 15 a 19 | 4     |
| 0     | 10 a 14 | 12    |
| 0     | 5 a 9   | 8     |
| 0     | 0 a 4   | 8     |

## Economia
El 2007 la població en edat de treballar era de 140 persones, 103 eren actives i 37 eren inactives. De les 103 persones actives 97 estaven ocupades (53 homes i 44 dones) i 6 estaven aturades (1 home i 5 dones). De les 37 persones inactives 11 estaven jubilades, 11 estaven estudiant i 15 estaven classificades com a «altres inactius».

### Ingressos
El 2009 a Thiébouhans hi havia 86 unitats fiscals que integraven 247 persones, la mediana anual d'ingressos fiscals per persona era de 20.197 €.

### Activitats econòmiques
Dels 7 establiments que hi havia el 2007, 3 eren d'empreses de fabricació d'altres productes industrials, 2 d'empreses de construcció i 2 d'empreses de comerç i reparació d'automòbils.
Dels 3 establiments de servei als particulars que hi havia el 2009, 1 era un taller de reparació d'automòbils i de material agrícola, 1 paleta i 1 electricista.
L'any 2000 a Thiébouhans hi havia 9 explotacions agrícoles.

## Equipaments sanitaris i escolars
El 2009 hi havia una escola elemental integrada dins d'un grup escolar amb les comunes properes formant una escola dispersa.

## Poblacions més properes
El següent diagrama mostra les poblacions més properes.